# Skeg

Nr 7 - Skeg w kadłubie jachtu

Skeg – przedłużenie stępki w kierunku rufy jednostki pływającej, w kształcie listwy (brzechwy) w osi symetrii łodzi, pod jej dnem. Element ten ma za zadanie poprawienie stabilności kierunkowej, stanowi również zabezpieczenie znajdującej się za nim płetwy sterowej lub śruby napędowej. Skegi montuje się także w deskach surfingowych i windsurfingowych oraz na pływakach wodnosamolotów. 
W kajakach skegiem nazywana bywa ruchoma płetwa, która reguluje środek bocznego oporu łodzi. Jest on szczególnie przydatny podczas żeglugi na wodach z silnymi prądami bocznymi lub wiatrem, gdzie utrzymanie stabilnego kursu może być trudne.

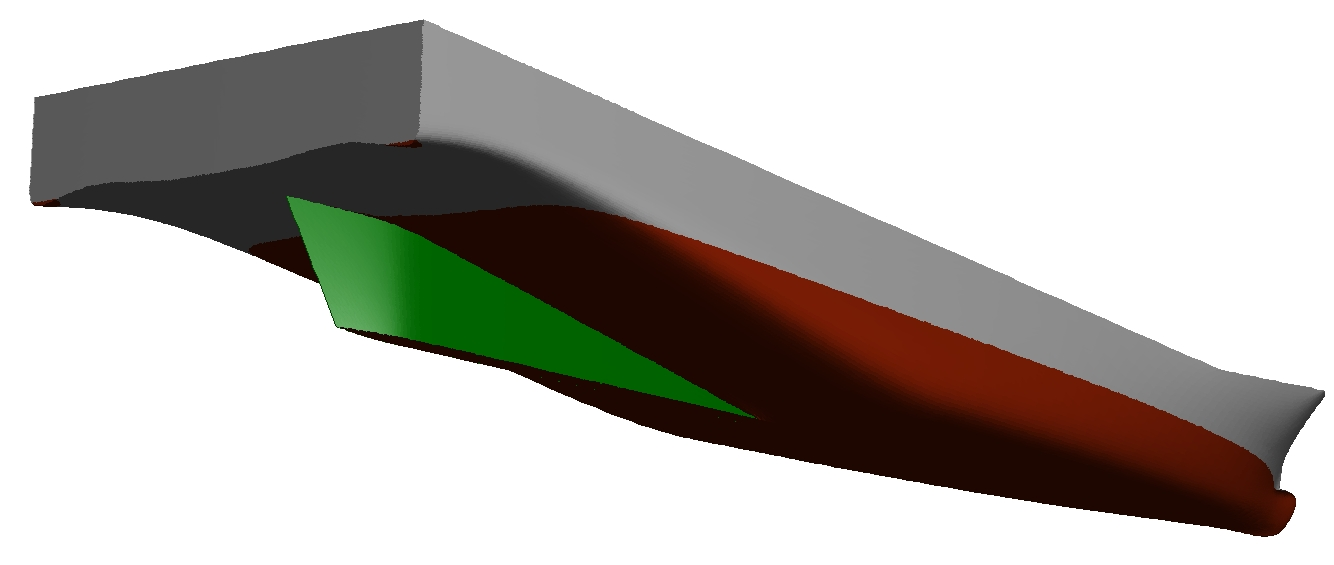
Skeg pod dnem kadłuba (kolor zielony)
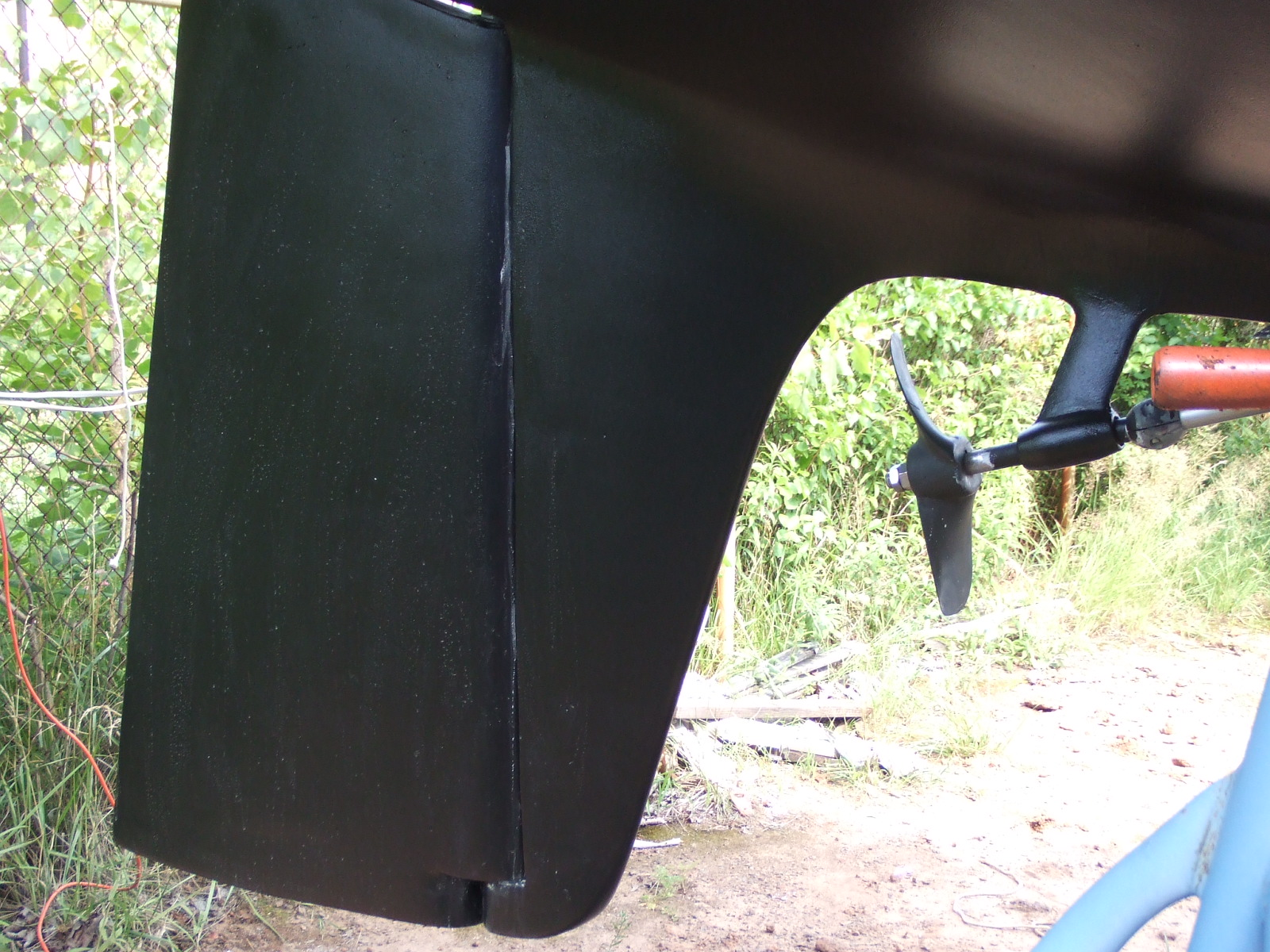
Skeg przed płetwą sterową
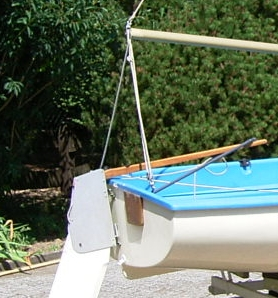
Skeg na rufie łodzi mieczowej
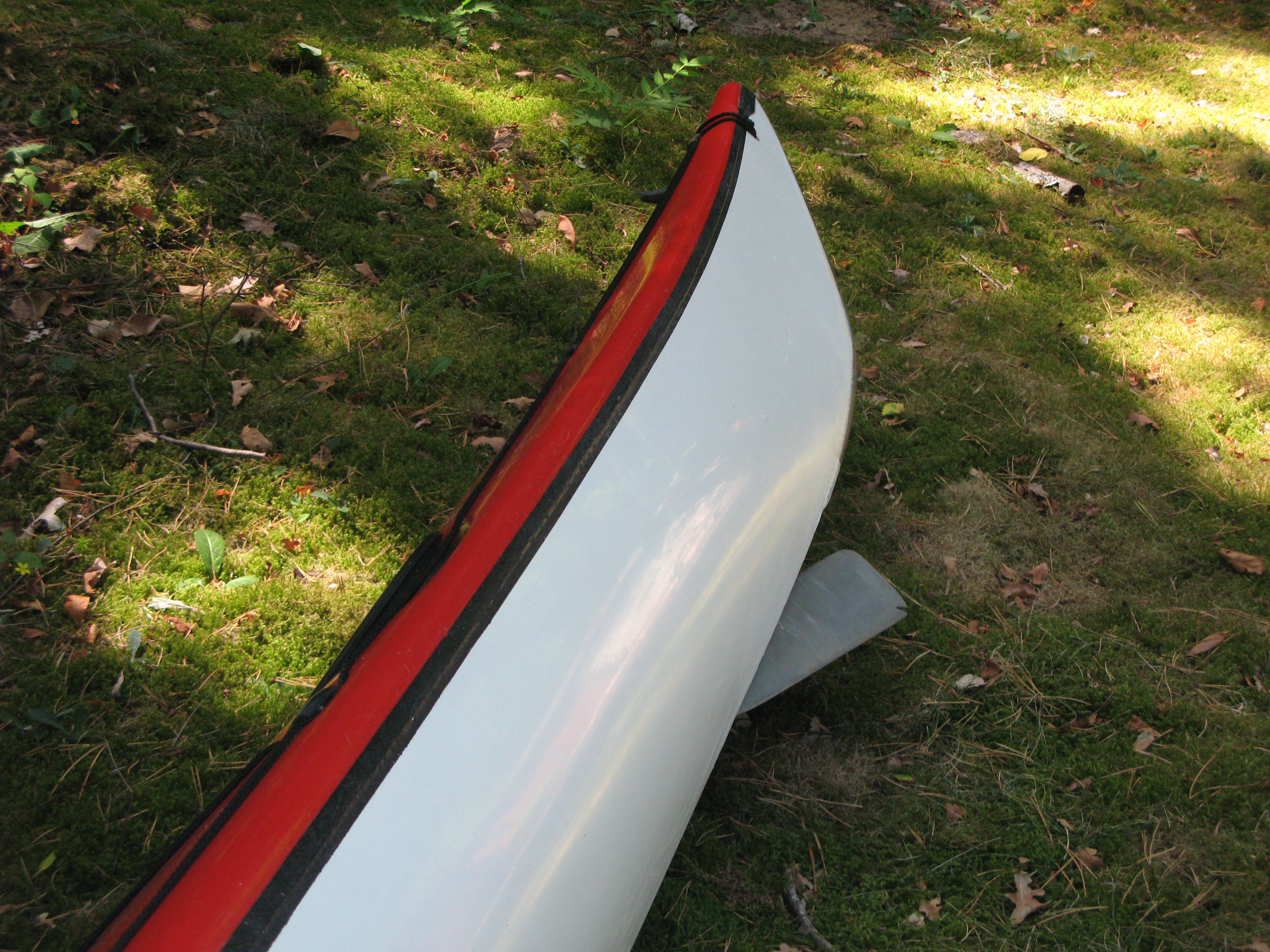
Skeg (ruchoma płetwa) w kajaku